# 新龙站 (朝鲜)
新龍站（韓語：신룡역）是朝鮮民主主義人民共和國平安北道泰川郡的一個鐵路車站，属于青年八院线。

## 邻近车站
青年八院线
大将站 - 新龍站 - 延中站